# Исаев, Василий Ефимович
Василий Ефимович Исаев (1915—1971) — Гвардии майор Советской Армии, участник Великой Отечественной войны, Герой Советского Союза (1944).

## Биография
Василий Исаев родился 26 декабря 1915 года в селе Хребтово Переяславского уезда Владимирской губернии (ныне — Сергиево-Посадский район Московской области). После окончания семи классов школы и школы фабрично-заводского ученичества работал столяром строительного комбината в Москве. В 1938 году Исаев был призван на службу в Рабоче-крестьянскую Красную Армию. Окончил полковую школу. С июня 1941 года — на фронтах Великой Отечественной войны. К сентябрю 1943 года гвардии старший лейтенант Василий Исаев командовал взводом связи 29-го гвардейского стрелкового полка 12-й гвардейской стрелковой дивизии 9-го гвардейского стрелкового корпуса 61-й армии Центрального фронта. Отличился во время битвы за Днепр.
29 сентября 1943 года взвод Исаева переправился через Днепр в районе деревни Глушец Лоевского района Гомельской области Белорусской ССР, наладил и в течение двух суток держал бесперебойную связь полкового командования с частями. Взвод активно участвовал в отражении большого количества немецких контратак.
Указом Президиума Верховного Совета СССР «О присвоении звания Героя Советского Союза генералам, офицерскому, сержантскому и рядовому составу Красной Армии» от 15 января 1944 года за «образцовое выполнение боевых заданий командования по форсированию реки Днепр и проявленные при этом мужество и героизм» гвардии старший лейтенант Василий Исаев был удостоен высокого звания Героя Советского Союза с вручением ордена Ленина и медали «Золотая Звезда».
После окончания войны Исаев продолжил службу в Советской Армии. В 1950 году он окончил курсы усовершенствования офицерского состава. В 1958 году в звании майора Исаев был уволен в запас. Первоначально проживал в городе Ногинске Московской области, работал лаборантом местного филиала Московского института стали и сплавов. Позднее переехал в Липецк, где работал инженером местного управления связи. Скончался 23 октября 1971 года.
Был также награждён двумя орденами Красной Звезды и рядом медалей.